# قاطع (منحنى)

المستقيم القاطع

الخط القاطع لمنحن هو كل خط يتقاطع من منحن ما في نقطتين مختلفتين على الأقل.